# 18-я народная пехотная дивизия
18-я наро́дная пехо́тная диви́зия (нем. 18. Volksgrenadier-Division) — немецкая пехотная дивизия, воевавшая во Второй мировой войне.

## История
18-я народная пехотная дивизия была сформирована в сентябре 1944 года в Дании после объединения 571-й народной пехотной и 18-й авиаполевой дивизий вермахта. Командовал новой дивизией Гюнтер Хоффман-Шёнборн. В составе дивизии присутствовали 293-й, 294-й и 295-й пехотные полки, противотанковый батальон 1818, стрелковый батальон 1818, 1818-й артиллерийский полк и сапёрный батальон 1818.
Дивизия принимала участие в контрнаступлении под Арденнами, столкнувшись с сопротивлением 106-й пехотной дивизии США. После упорных боёв около 8 тысяч американских солдат попали в плен. 21 декабря дивизия захватила город Санкт-Вит, что стало серьёзной потерей для войск союзников.
К концу боёв под Арденнами дивизия вынуждена была перейти к обороне. 5 февраля 1945 года Вальтер Боч стал командующим дивизии. 6 марта Боч был назначен командующим 53-го армейского корпуса, а вскоре дивизия вошла в состав 26-й народной пехотной дивизии во главе с Хайнцем Кокоттом.